# HD 136672
HD 136672，又名CP-67 2864，SAO 253155、HR 5713，是一颗恒星，视星等为5.89，位于銀經316.49，銀緯-9.61，其B1900.0坐标为赤經15h 16m 48.6s，赤緯-67° -9.61′ 15″。